# Alena Reichová
Alena Reichová (Plzeň, 27 luglio 1933 – Praga, 21 giugno 2011) è stata una ginnasta cecoslovacca, dal 1992 ceca.

## Palmarès

### Olimpiadi
- 1 medaglia:
  - 1 bronzo (Helsinki 1952 a squadre)